# 코코아 (API)
코코아는 애플 고유의 객체 지향 응용 프로그램 환경으로 macOS 운영 체제를 위한 것이다.  macOS에는 크게 카본, 이식 가능 운영 체제 인터페이스 (BSD 환경을 위함), X11, 자바의 다섯 가지 API가 있다.

## 코코아 터치
아이폰, 아이패드 및 아이팟 터치용 API이다. 애플이 개발하여 개발자들에게 제공하고 있다. 다른 말로, 코코아 터치 계층(Cocoa Touch Layer)이라고도 한다. 그래픽 사용자 인터페이스를 구현하는, 이벤트-구동(event-driven) 기법을 쓰는 아이폰 및 아이팟 터치용 응용 소프트웨어는 보통 코코아 터치 계층에 기반하여 작성된다. 또한, 사용자 전화번호부(user contacts)와 같은 기기의 핵심 기능을 접근하기 위해서는 코코아 터치 계층을 이용하여야 한다.
코코아 터치는 아이폰 및 아이팟 터치의 소프트웨어 계층 중 가장 상위 계층이다. 개발자로 하여금, 더 아래 계층을 자세히 알 수고를 덜어준다. 코어 오에스(Core OS) 계층, 코어 서비시즈(Core Services) 계층, 미디어(Media) 계층은 OS X에도 있으나, 코코아 터치 계층은 아이폰 및 아이팟 터치를 위해 아이폰 OS에 변형되어 새로이 도입되었다.
코코아 터치는 아이폰 및 아이팟 터치의 운영 체제인 아이폰 OS에 대한 일종의 추상화 계층을 제공한다. 코코아 터치에 기반한 응용 소프트웨어를 개발하기 위한 도구들은 아이폰 SDK에 포함되어 있다.

## 같이 보기
- 카본 (API)
- 오브젝티브-C
- 엑스코드
- IOS SDK
- 인터페이스 빌더
- 아쿠아 (사용자 인터페이스)
- 로제타 (소프트웨어)
- XNU
- 쿼츠 (그래픽스 계층)
- 스위프트 (프로그래밍 언어)